# Amneris Perusín
Amneris Perusín (Tres Arroyos, Argentina-La Plata, 5 de julio de 2015) fue una soprano destacada en el Teatro Argentino de La Plata y una Madre de Plaza de Mayo.

## Reseña biográfica

### Soprano

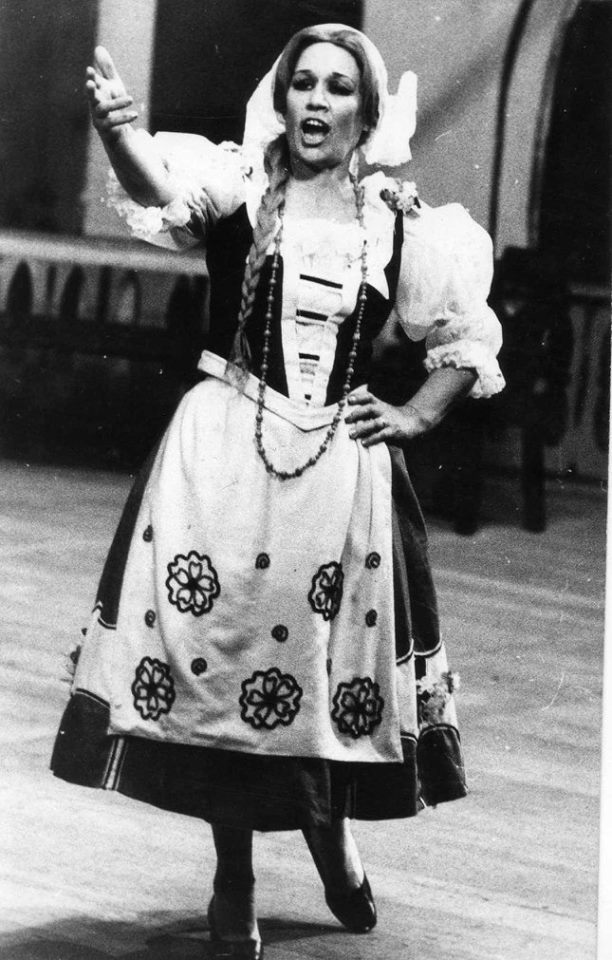
Amneris Perusín en el Teatro Argentino de La Plata, año 1975. (Derechos de imagen cedidos por el Archivo Histórico Artístico del Teatro Argentino de La Plata).-

Amneris Perusín, nació en Tres Arroyos. A los 18 años se acercó a las actividades del Teatro Argentino de La Plata, e ingresó como "oyente" al coro que comenzaba a formarse en la institución. En 1950 participó del concurso para integrar el conjunto estable, e intensificó sus estudios en la “Escuela de Ópera”. Además de las lecciones de canto, idioma y arte escénico, contó con la preparación personal de Mario Monachesi, gran maestro de escuela italiana.
Comenzó con roles comprimarios hasta interpretar roles solistas como soprano, se destacaron Flora en La Traviata (1963), La Mulata de Bersi en Andrea Chenier (1968), Desdémona en Otello (1969),  Suor Angélica en el Tríptico Pucciniano (1968), Micaela en Carmen (1971), Cio Cio San en Madame Butterfly (1972, y luego en 1983), Liu en Turandot en (1973), María en La novia vendida (1974 y 1975), Santuzza en Cavallería Rusticana (1975), Elisabetta en Don Carlo (1975), la Extranjera en El Consul  (1976), Aida en Aida (1987).
Madre, artista, pucciniana y argentina, en el año 1977, su vida recibió un golpe durísimo: El secuestro de su hijo Daniel.
Con la vuelta de la democracia al país (1983), Amneris retomó sus trabajos y realizó presentaciones en Bahía Blanca, en el Teatro del Lago y en conciertos sinfónicos corales en el Salón Jockey Club de la ciudad de La Plata. En 1991 se jubiló.

## Madre de Plaza de Mayo

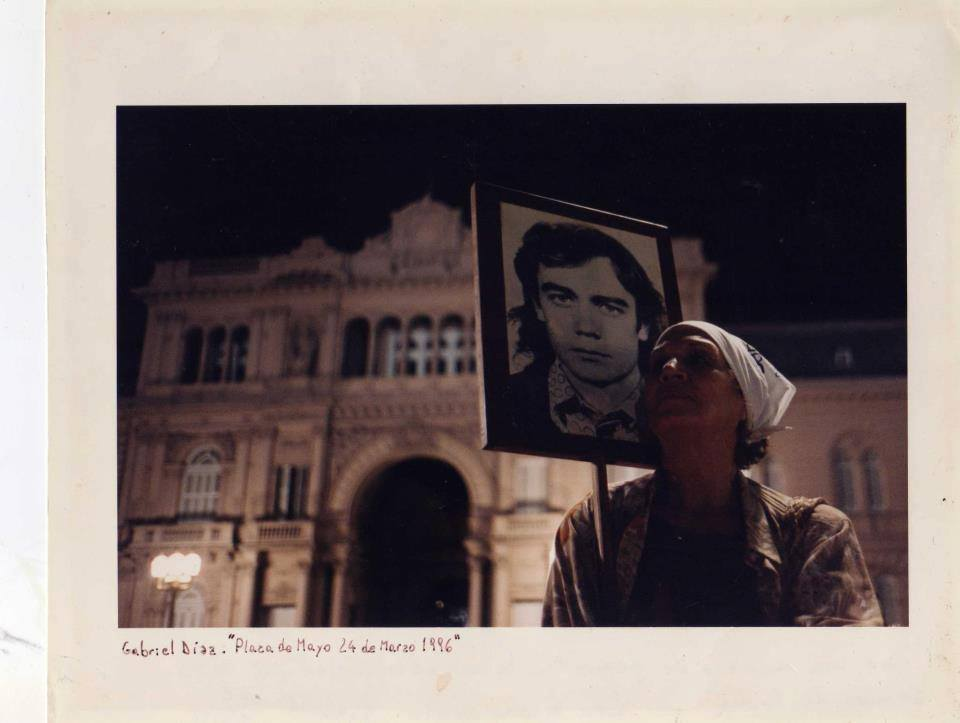

Amneris Perusín se destacó, tristemente, como una de las primeras Madres de Plaza de Mayo de la ciudad de La Plata, reclamando la aparición con vida de su hijo Daniel Omar Favero.
Pirucha (sobrenombre de Amneris) recibió de la mano de Adelina de Alaye el Premio Bicentenario a los Derechos Humanos, junto a las Madres y Abuelas de Plaza de Mayo por la lucha que estas organizaciones llevan adelante. Adelina de Alaye fue la primera Madre que se contactó con Perusín durante la última dictadura militar y, junto a Chicha Mariani, participó de las distintas movilizaciones, y presentaciones que intentaban visibilizar la represión y desaparición de personas durante la dictadura militar en Argentina (1976 - 1983).